# Abraham Eiger
Abraham Eiger (hebr. ‏אברהם איגר‎, ur. 16 kwietnia 1847 w Lublinie, zm. 20 stycznia 1914 tamże) – drugi cadyk chasydzkiej dynastii Lublin.

## Życiorys
Był synem Jehudy Lejba Eigera, założyciela dynastii oraz Baszy z domu Gradsztajn.  Jego dziadkiem był Salomon Eger, a pradziadkiem Akiwa Eger. Urodził się w domu przy ulicy Szerokiej 24 w Lublinie, nauki pobierał w środowisku lubelskich chasydów. Jego nauczycielem był Cadok ha-Kohen Rabinowicz.
W wieku 20 lat ożenił się z Chaną Zylberberg, mieli piętnaścioro dzieci, z których większość zmarła wkrótce po urodzeniu. Trzech jego synów zostało cadykami: Izrael, Salomon i Alter Azriel Meir. 
W latach 70. XIX wieku mieszkał w Lubartowie, dużo czasu spędzął także w Lublinie. Pracował jako kupiec.
W 1882 roku schorowany ojciec przekazał mu przywództwo nad lubelskimi chasydami. W momencie śmierci ojca w 1888 roku pozostała przy nim jedynie częśćjego zwolenników, pozostali opowiedzieli się za Josefem Cadokiem Rabinowiczem. Na przełomie XIX i XX wieku zebrał i przygotował pisma ojca, wydane następnie w zbiorach Torat emet i Imrej emet. Znany był z surowego i ascetycznego życia.
W latach 1910–1911 przewodniczył delegacji rabinów guberni lubelskiej na Zjazd Prezdstawicieli Gmin Żydowskich Królestwa Polskiego w Warszawie.
Pozostawił po sobie dzieło Szewet mi-Jehuda, wydane przez jego synów, Altera Azriela Meira oraz Izraela.

## Nagrobek
Jest pochowany w ohelu na nowym cmentarzu żydowskim przy ulicy Unickiej w Lublinie. Jego macewa znajduje się także na cmentarzu w Bene Berak.  

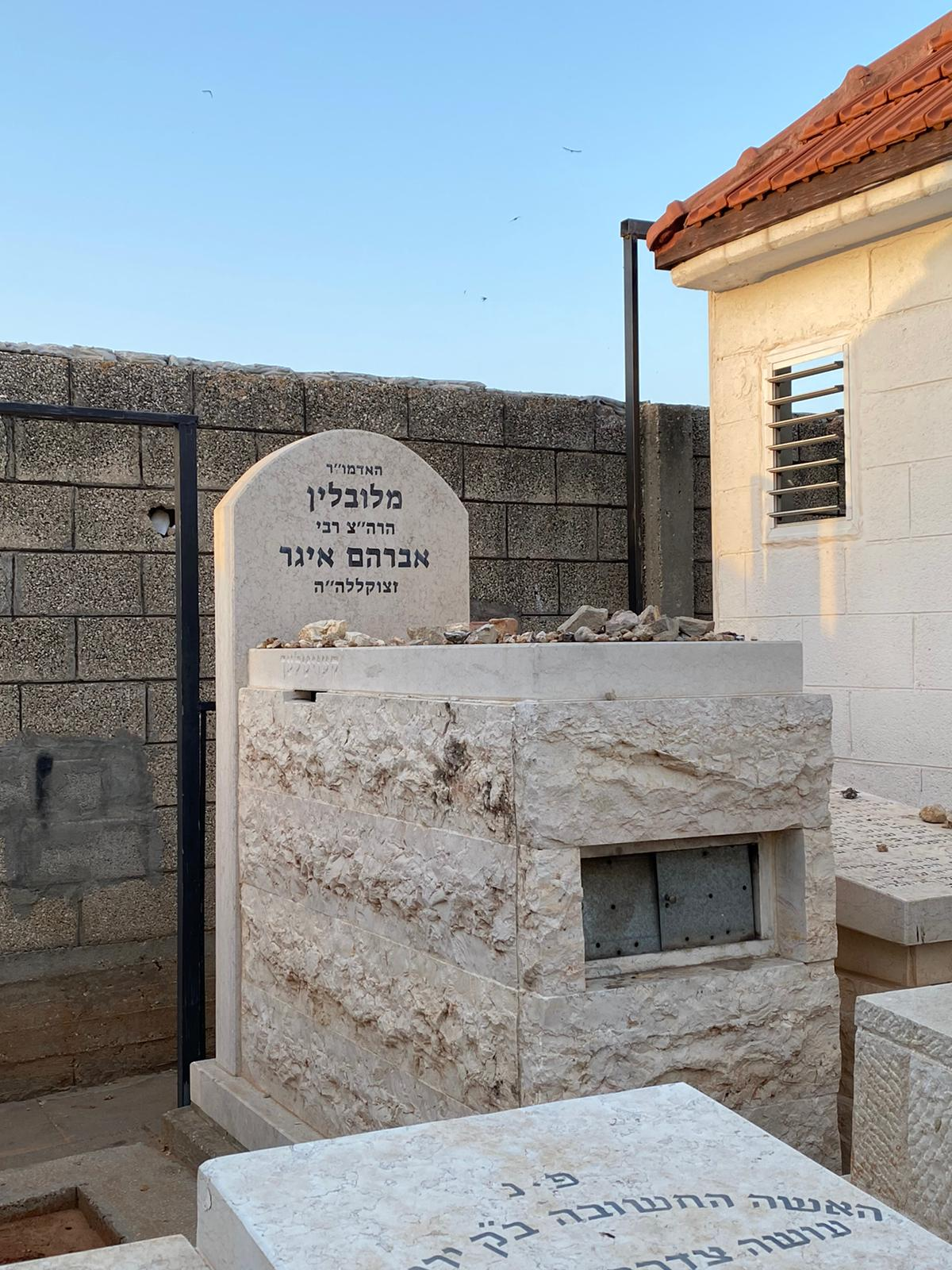